# Щецин-Ленкно (станция электрички)
«Щецин-Ленкно» — грузовая железнодорожная станция и планируемая пассажирская станция Щецинской метрополийной электрички. Расположится в округе Ленкно, по котором и получила своё название. Открытие реконструированной станции запланировано на 2022 год.
С ноября 2018 г. станция перестраивается в связи со строительством кольцевой автомобильной дороги, в рамках которой в декабре того же года было снесено здание вокзала.

## История
Перед Второй мировой войной станция называлась Штеттин-Вестенд. В 1945 г. станция получила название Щецин-Погодно, после 1947 г. название было изменено на текущее. В рамках строительства 6-го участка кольцевой дороги с ноября 2018 г. ведется строительство нового, многоуровневого перекрестка улиц и железнодорожных путей. Кольцевую дорогу (продолжение сегодняшней улицы Траугутта) планируется проложить на уровне железнодорожной линии (под виадуком на проспекте Польской армии).

## Проектирование
В рамках проекта Щецинской метрополийной электрички будет построена новая станция с двумя платформами. Станция будет соединена с проспектом Польской армии лестницей и лифтами. Кроме того, должна быть создана стоянка для велосипедов.